# Acetessigsäure
Acetessigsäure ist der Trivialname der 3-Oxobutansäure. Das Anion der Säure wird Acetoacetat oder auch Acetacetat genannt. 

## Gewinnung und Darstellung
Acetessigsäure wird durch Verseifen (Hydrolyse) von Acetessigsäureethylester und anschließende Umsetzung mit Säuren hergestellt.
Eine weitere Möglichkeit der Darstellung ist die Oxidation von Buttersäure mit Wasserstoffperoxid.
Bei der Reaktion von Essigsäureethylester mit Natrium entsteht in einer Claisen-Kondensation Acetessigsäureethylester, der durch Esterspaltung in die reine Säure umgewandelt werden kann.

## Eigenschaften
Bei Acetessigsäure liegt eine Keto-Enol-Tautomerie vor. Infolge des induktiven Effekts der Ketogruppe reagiert Acetessigsäure saurer als die ihr zugrundeliegende Buttersäure.
Mit elementarem Chlor oder Brom zersetzt sich Acetessigsäure in Kohlendioxid, den entsprechenden Halogenwasserstoff und Chloraceton bzw. Bromaceton.

## Verwendung
Reine Acetessigsäure wird kaum verwendet, da sie sich leicht unter Decarboxylierung in Kohlenstoffdioxid und Aceton zersetzt (schnell bei 100 °C). Wichtiger sind ihre Ester und Salze.

## Biologische Bedeutung
Acetessigsäure (Acetoacetat) tritt wie ihr Isomer 2-Oxobutansäure als Zwischenprodukt im Stoffwechsel auf, zählt zu den Ketokörpern und hat besondere Bedeutung beim Katabolismus bei Hunger oder Diät. Dabei wird im Hungerzustand entstandenes Acetyl-CoA, über ein Zwischenprodukt (3-Hydroxy-3-methylglutaryl-CoA), zu Acetoacetat umgebaut.